# 甲陽水月流
甲陽水月流（こうようすいげつりゅう）とは、国際水月塾武術協会代表の小佐野淳が自らが学んだ諸流派の技を取捨選択し開いた柔術の流派である。

## 歴史
小佐野淳は大和道、天神真楊流、大東流、荒木新流、大倉伝浅山一伝流、武田流、鹿島神流、神道六合流、九鬼神流、甲州陣屋伝捕手術などを修行した。

## 系譜
- 小佐野淳

## 技法
源流となった諸流派の技をそのまま伝えている。